# Churro (juego)

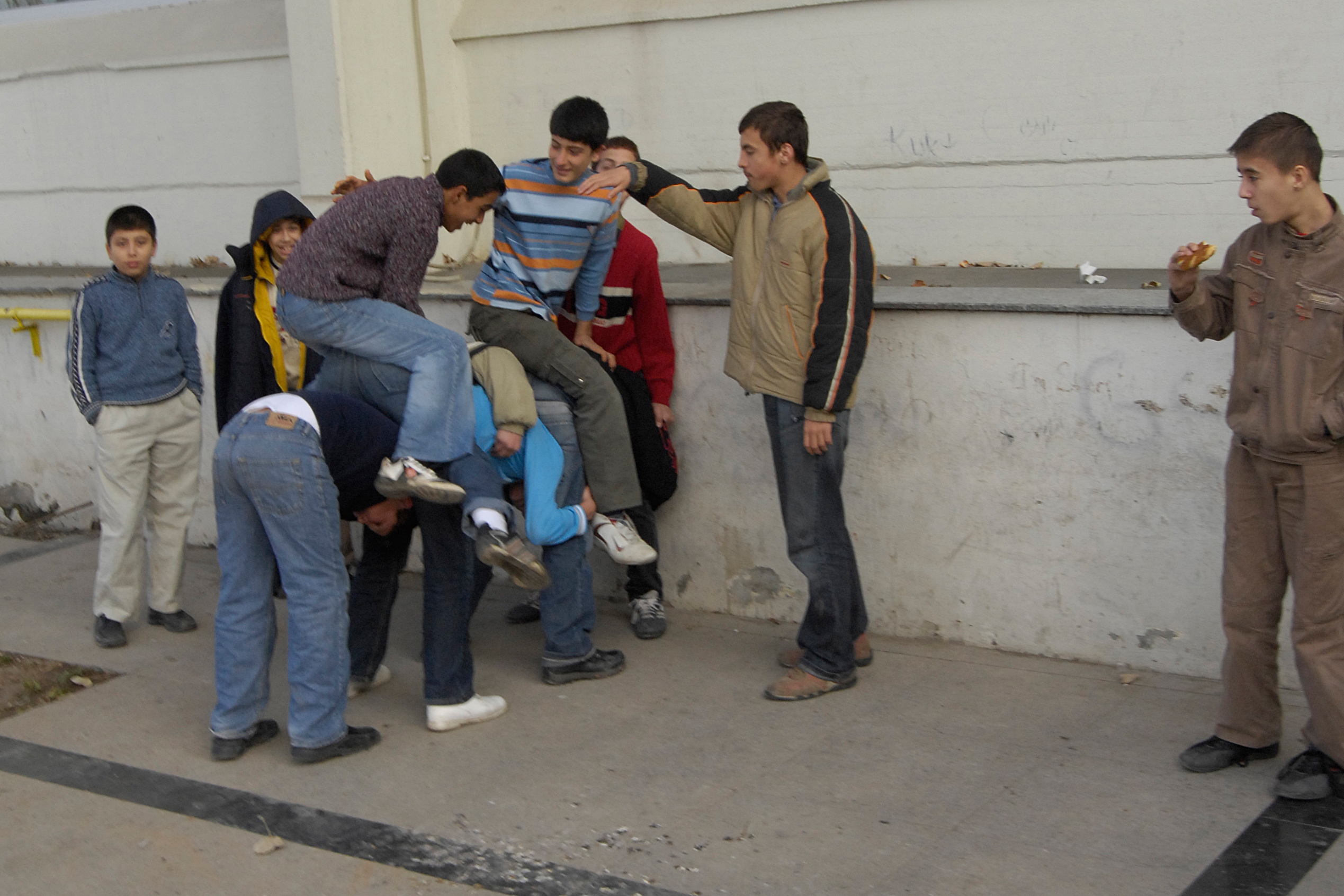
Niños jugando a churro va (buck buck)

Churro va, mediamanga, mangotero (o manga entera) o simplemente churro va o burro va o salto machuca , es un juego infantil y juvenil que se juega entre dos equipos, de unos cuatro a ocho jugadores cada uno.

## Desarrollo del juego

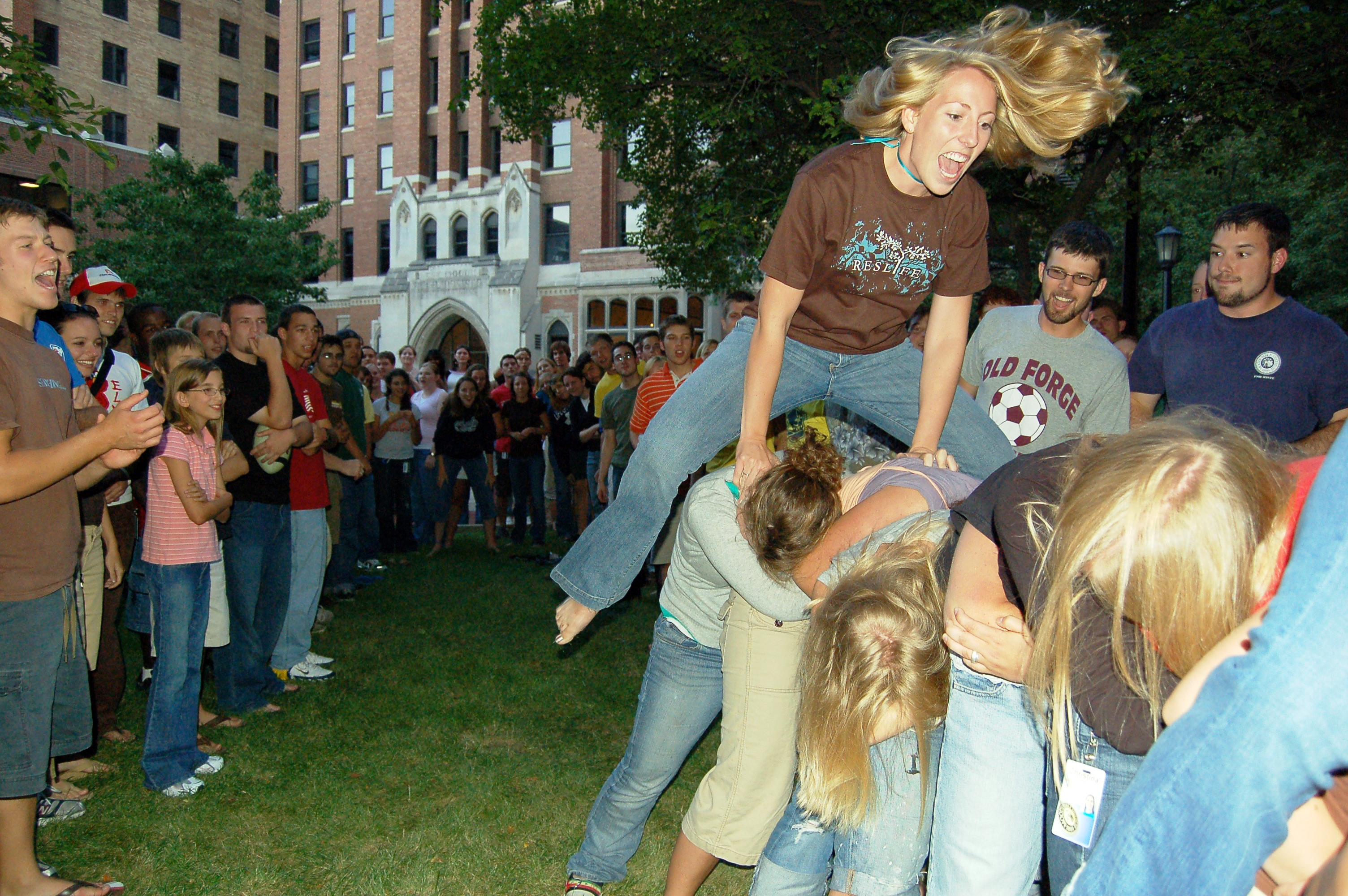
Estudiantes de Chicago jugando a buck buck (churro).

Los jugadores del equipo se colocan en fila y agachados y 
sin doblar demasiado las rodillas, el primero (llamado madre) apoyado de espalda contra una pared o similar, los demás agachados con su cabeza entre las piernas del siguiente jugador, formando una especie de barrera alargada. Los jugadores del equipo contrario saltan uno por uno por encima del final de la barrera intentando llegar lo más adelante posible, y han de quedarse sentados en el sitio en el que caen; pueden ayudarse impulsándose con las manos. Si no consiguen meter a todos los jugadores sobre la barrera de contrarios, pierden y pasan a parar.
Una vez que todos han saltado, el primero que lo ha hecho dice ¡churro, mediamanga, mangotero, adivina qué es lo primero! u otras fórmulas parecidas (¡churro, manga, mediamanga, mangoentero [o mangotero], adivina qué tengo en el puchero!), y pasa a apoyar su mano en su mano (churro), o en su muñeca (manga), o en su codo (mediamanga), o en su hombro (mangotero o manga entera). Si el equipo que para adivina dónde tiene la mano, se invierten los papeles de los equipos. Lógicamente el primer jugador de la barrera (la madre), que ve lo que pasa, no puede hablar. Si no lo adivina o la barrera de jugadores se derrumba antes de tiempo, se mantienen los papeles de los dos equipos. Y así sucesivamente.

## Denominaciones geográficas
- Andalucía: Churro, pico, terna
- Aragón: Churro va
- Cantabria: ¡Garbancito va!

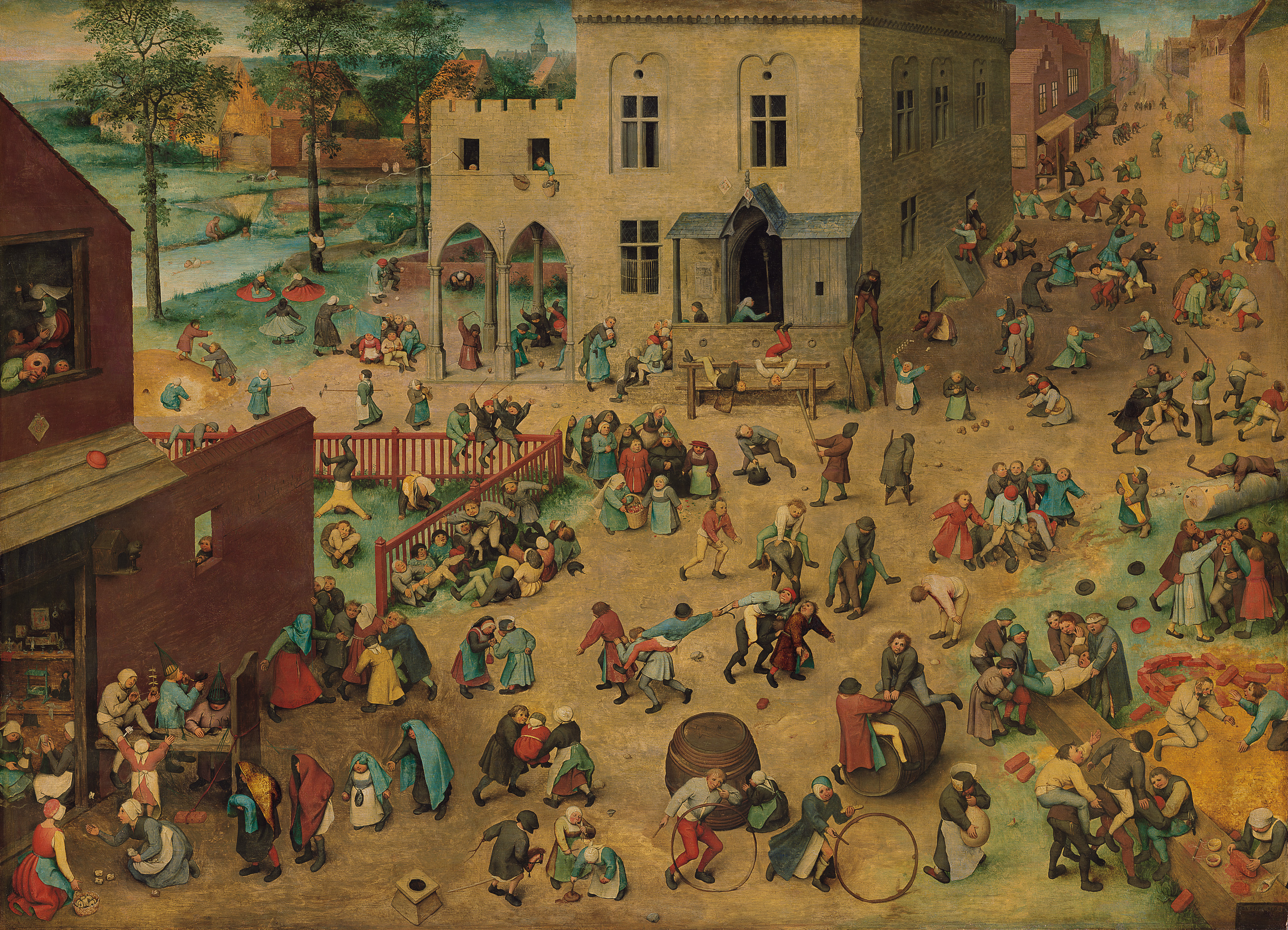
Unos niños "jugando al churro" aparecen en la esquina inferior derecha del cuadro de Pieter Brueghel el Viejo Juegos de niños (1560).

- Castilla y León: pico, zorro, zaina
- En catalán: cavall fort
- Galicia: ovo, pico, araña
- Región de Murcia "churro, media manga, mangotero"
- Comunidad Valenciana: cavall fort, xurro va
- Mexicano: brinca burro
- Costariquense: burra
- Chileno: caballo de bronce
- Cubano: burrito 21
- En francés: cheval-fondu, cheval fondu o papa vinga
- En inglés: buck buck y otros
- Colombiano: Burro
- Peruano: lingo
- Cádiz (Andalucía): mangüiti
- Canarias: Churro va
- Galaroza ( Huelva): "churro, media manga, mangotero, adivina cual es el primero"
- País Vasco: Txorro, morro, piko, taio, ke. En lugar de mano, muñeca y codo, se juega con los cinco dedos de la mano desde el pulgar (txorro) al meñique (ke).